# Rhagodes trambustii
Espèce
Rhagodes trambustii est une espèce de solifuges de la famille des Rhagodidae.

## Distribution
Cette espèce est endémique de Somalie.

## Publication originale
- Caporiacco, 1950 : Un nuovo Solifugo di Somalia. Redia, vol. 35, p. 385–386.